# Gillo
Gillo (hebr. גילֹה) – osiedle mieszkaniowe w Jerozolimie w Izraelu, znajdujące się na terenie Wschodniej Jerozolimy.

## Położenie
Osiedle leży na wzgórzu położonym w południowo-zachodniej Jerozolimie, w odległości około 6 kilometrów na południowy zachód od Starego Miasta. Na północy znajdują się osiedla Malha i Giwat Massua oraz palestyńska wioska Szarafat, na wschodzie jest osiedle Bajt Safafa, na południu palestyńskie miasta Betlejem i Bajt Dżala, a na zachodzie osiedle żydowskie Har Gillo i palestyńska wioska Al-Waladża.

## Historia
Badania archeologiczne wskazują, że w miejscu tym istniało starożytne miasto żydowskie Gillo.
Podczas I wojny izraelsko-arabskiej w maju 1948 na tutejszym wzgórzu pozycje zajęła egipska artyleria, która prowadziła stąd ciężki ostrzał żydowskich osiedli w Zachodniej Jerozolimie. Izraelczycy kilkakrotnie bezskutecznie usiłowali zająć te pozycje. Dopiero zmiana sytuacji na froncie południowym zmusiła Egipcjan do wycofania swoich sił w kierunku Hebronu. Wtedy to, podczas operacji Jekew żydowscy żołnierze zajęli wzgórze, musieli je jednak opuścić pod naciskiem międzynarodowych sił obserwacyjnych UNTSO. Po wojnie rejon ten pozostał w Transjordanii.
Podczas wojny sześciodniowej w 1967 całą okolicę zajęły wojska izraelskie. W 1970 izraelskie władze wywłaszczyły tutejszą ziemię i w 1973 utworzono osiedle Gillo. Według danych miejskich, większość tutejszej ziemi została zakupiona przez żydowskich właścicieli jeszcze przed 1939. Obecnie osiedle Gillo tworzy kształt klina wcinającego się pomiędzy Jerozolimę a miasta Betlejem i Bajt Dżala.